# Karl Hillgård
Karl Hillgård (i riksdagen kallad Hillgård i Halmstad), född 27 augusti 1893 i Trönninge församling, Hallands län, död 13 oktober 1978 i Halmstad (Sankt Nikolai), var en svensk advokat och riksdagspolitiker (Högerpartiet).
Hillgård verkade som advokat i Halmstad. Han var riksdagsledamot i andra kammaren mandatperioden 1933–1936. Hillgård blev kommendör av Vasaorden 1957.